# Sporidesmium clarkii
Sporidesmium clarkii är en svampart som beskrevs av P.M. Kirk 1982. Sporidesmium clarkii ingår i släktet Sporidesmium, ordningen Pleosporales, klassen Dothideomycetes, divisionen sporsäcksvampar och riket svampar.   Inga underarter finns listade i Catalogue of Life.